# Hans Blinn
Hans-Günther Blinn (* 7. September 1925 in Gräfenhausen; † 26. Dezember 2006 in Landau in der Pfalz) war ein deutscher Lehrer, Verleger, Komponist und Politiker (SPD).

## Leben
1932 bis 1937 besuchte Blinn die Volksschule Gräfenhausen, 1937 bis 1943 die Oberschule Landau. 1943 wurde er zum Reichsarbeitsdienst einberufen, leistete danach Kriegsdienst bei der Luftwaffe und war bis Ende 1945 in Kriegsgefangenschaft. 1948 legte er das Abitur an der Oberrealschule Landau ab und studierte 1948 bis 1953 Germanistik, Geschichte und Geographie in Heidelberg. Er beendete das Studium mit Staatsexamen und Promotion zum Dr. phil. Nach dem Studium war er Studienreferendar in Landau und Speyer und dann 1955 bis 1971 Lehrer am Otto-Hahn-Gymnasium in Landau. 1960 wurde er Studienrat, 1966 Oberstudienrat und 1980 bis 1985 Studiendirektor an der EWH Landau.
1975 gründete er den Verlag Pfälzer Kunst. Daneben war als Komponist, Texter, Produzent und Schriftsteller tätig. Einige seiner Texte veröffentlichte er unter dem Pseudonym Hannes Landauer.

## Politik
Am 15. Januar 1943 beantragte er die Aufnahme in die NSDAP und wurde zum 20. April desselben Jahres aufgenommen (Mitgliedsnummer 9.535.404). 1960 trat er der SPD bei. Von 1963 bis 1979 war er Mitglied des Stadtrats Landau und von 1964 bis 1974 ehrenamtlicher Bürgermeister der Stadt Landau. Er war stellvertretender SPD-Unterbezirksvorsitzender und 1979 Mitglied der 9. Bundesversammlung.
Dem rheinland-pfälzischen Landtag gehörte er vom 18. Mai 1971 bis zum 17. Mai 1979 an. Im Landtag war er in der 7. Wahlperiode Mitglied im Sozialpolitischen Ausschuss und im Untersuchungsausschuss »Dr. Augustin«. In der 8. Wahlperiode war er Mitglied im Ausschuss für Soziales, Gesundheit und Sport.
Daneben war er Vizepräsident des Pfälzischen Sängerbunds, Gründer des Elwetrittche-Vereins zur Bewahrung des Brauchtums und Mitglied im Rundfunkrat des SWF.

## Werke

### Veröffentlichungen
- Die Sozialdemokratische Partei Deutschlands in der Stadt, Diss., 1966.
- Annweiler und Adolf Kessler, Annweiler am Trifels : Stadt- und Verkehrsverein, 1981.
- 30 [Dreissig] Jahre Gesellschaft der Heinrich-von-Zügel-Freunde, Ges. d. Heinrich-von-Zügel-Freunde, 1980.
- Franz Joseph Ehrhart, SPD-Bezirk Pfalz, 1980.
- Die Sozialdemokratische Partei Deutschlands in der Stadt Landau in der Pfalz von 1918–1933: ein Beitrag zur süddeutschen Parteiengeschichte, 1977.

Im Eigenverlag:
- Ahnentafeln aus der Geschichte Bayerns, 2005.
- Die Rolle meines Lebens, 2000.
- Fritz Eckerle, 1997.
- Der Landauer Maler-Poet Heinrich Jakob Fried, 1992.
- Adolf Kessler, 2., erw. Auflage, 1991.
- Geliebte(s) Landavia, 1990.
- Max Krämer, 1986.
- Johann Gottfried Gerhardt und seine „Mahlerischen Ansichten aus dem Rheinkreise“, 1984.
- Max Slevogt und seine Wandmalereien, 1983.
- Der Landauer Maler-Poet Heinrich Jakob Fried und das Hambacher Fest, 1982.
- Seine Gunst gilt der Kunst, 1981.
- Der Maler Heinz Friedrich und der Wein, 1980.

### Musik
- Ich hab’ mich halt so in den Pfalzwein verliebt, Pfalzecho-Musikverlag, 1998.
- Wenn an der Weinstrass’ die Reben erblüh’n ..., Pfalzecho-Musikverlag, 1998.
- Hol e Häwwel voll ruff, Pfalzecho-Musikverlag, 1996.
- Böse Weiber und sau’rer Wein, Pfalzecho-Musikverlag, 1993.
- Die Mackebacher Blosmusik, Pfalzecho-Musikverlag, 1993.
- Die Pfälzer Familienfeste, Pfalzecho-Musikverlag, 1993.
- Komm’ an die Mosel, Pfalzecho-Musikverlag, 1993.
- Paradies-Walzer, Pfalzecho-Musikverlag, 1993.
- Pfälzer Weinblumen, Pfalzecho-Musikverlag, 1993.
- Wann’s nix koscht Pfalzecho-Musikverlag, 1993.
- Dehäm is es immer noch am schänste, Pfalzecho-Musikverlag, 1989.
- Eselsburg-Walzer, Pfalzecho-Musikverlag, 1982.